# Regierungsbezirk Ehrenbreitstein
Der nassauische Regierungsbezirk Ehrenbreitstein, auch das untere Herzogtum oder Regierungsbezirk Thal-Ehrenbreitstein genannt, war eine Verwaltungseinheit, die von 1803 bis 1806 im Gebiet des Fürstentums Nassau-Weilburg und von 1806 bis 1815 im Herzogtum Nassau bestand. Der Verwaltungssitz war in Ehrenbreitstein. Der Regierungsbezirk umfasste zuletzt 21 Ämter.

## Geschichte
Das Gebiet des Regierungsbezirks Ehrenbreitstein gehörte bis zum Anfang des 19. Jahrhunderts zu einer Anzahl von verschiedenen Territorien: Kurfürstentum Trier, Kurfürstentum Köln (mit verschiedenen Unterherrschaften), die Grafschaften bzw. Fürstentümer Sayn-Altenkirchen, Sayn-Hachenburg, Wied-Neuwied, Wied-Runkel, Niederisenburg sowie Nassau-Dillenburg.
Infolge des Friedensvertrages von Lunéville von 1801 und dem 1803 im Reichsdeputationshauptschluss vereinbarten Entschädigungsplan erhielten die Fürsten Karl Wilhelm von Nassau-Usingen (1735–1803) und Friedrich Wilhelm von Nassau-Weilburg (1768–1816) für ihre verlorenen linksrheinischen Besitzungen unter anderem die rechtsrheinischen Teile der säkularisierten Kurfürstentümer Trier und Köln sowie die Grafschaft Sayn-Altenkirchen.

### Nassau-Usingen 1803 bis 1806
Nassau-Usingen erhielt 1803, bezogen auf den Regierungsbezirk Ehrenbreitstein, von Kurköln die Ämter Linz und Schönstein und von Sayn-Altenkirchen die Ämter Altenkirchen, Freusburg und Friedewald. Diese Ämter wurden zunächst der Regierung in Wiesbaden unterstellt.

### Nassau-Weilburg 1803 bis 1806
Nassau-Weilburg erhielt 1803, bezogen auf den Regierungsbezirk Ehrenbreitstein, von Kurtrier die Ämter Ehrenbreitstein, Hammerstein, Herschbach, Meudt, Montabaur, Sayn und Wellmich. Zur Verwaltung dieser neu erworbenen Landesteile errichtete Nassau-Weilburg 1803 in Ehrenbreitstein eine eigene Regierung. Für die bereits 1799 erworbenen, ursprünglich zu Sayn-Hachenburg gehörenden Ämter Hachenburg und Schöneberg sowie für die vorher zu Nassau-Dillenburg gehörenden Ämter Burbach und Neunkirchen wurden vorläufig von Hachenburg aus verwaltet. Für die alten weilburgischen Teile des Fürstentums bestand die Regierung in Weilburg.

### Herzogtum Nassau  1806

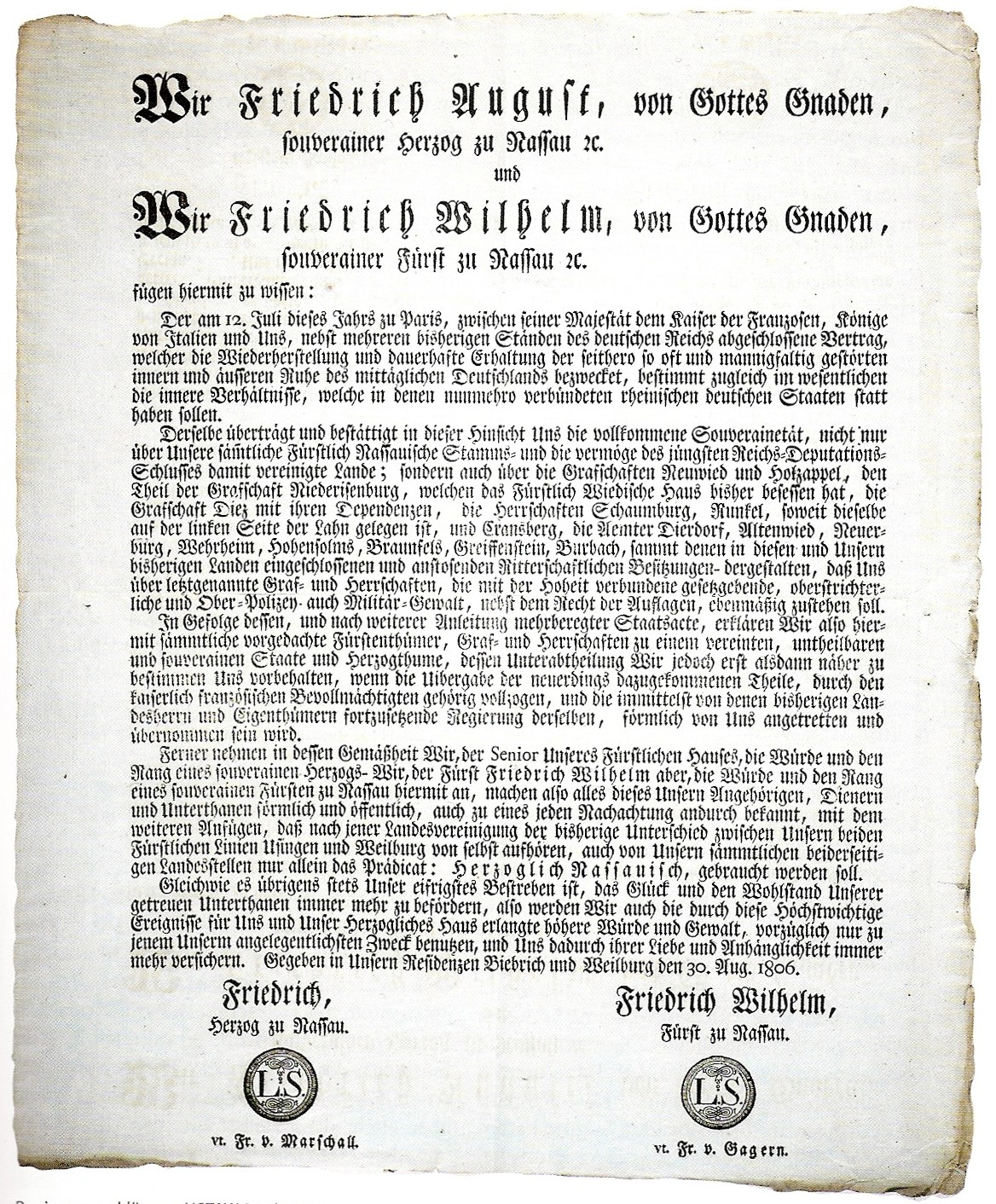
Nassauische Souveränitätserklärung vom 30. August 1806

Im Juni 1806 traten die Fürsten zu Nassau-Usingen und Nassau-Weilburg dem Rheinbund bei, die beiden Fürstentümer wurden im August zu einem Herzogtum vereinigt. Dem Herzogtum Nassau wurden verschiedene mediatisierte Grafschaften und Fürstentümer zugeordnet. Zur Verwaltung dieser „Souveränitätslande“ wurde in Wiesbaden eine eigene „Administrations-Kommission“ eingerichtet.
Durch Edikte vom 25. Juli und 1. August 1809 wurde die Administrations-Kommission zu Wiesbaden und die Regierung zu Hachenburg aufgehoben und die zugehörenden Ämter an die Regierungen zu Wiesbaden und Ehrenbreitstein überwiesen. Zum Regierungsbezirk Ehrenbreitstein kamen die hachenburgischen Ämter Burbach, Hachenburg, Neunkirchen und Schöneberg, von Wied-Runkel die Ämter Altenwied, Dierdorf und Neuerburg sowie von Wied-Neuwied die Ämter Grenzhausen, Heddesdorf und Neuwied. Das ebenfalls zu den Souveränitätslanden zählende Amt Maischeid (Grafschaft Niederisenburg) wurde 1811 aufgehoben und mit dem Amt Dierdorf verbunden.

### Preußen 1815
Nach den Bestimmungen der Schlussakte des Wiener Kongresses und dem am 31. Mai 1815 zwischen Preußen und Nassau abgeschlossenen Territorial- bzw. Tauschvertrages kam der größte Teil des Regierungsbezirks Ehrenbreitstein zum Königreich Preußen. Unter der preußischen Verwaltung wurde das übernommene Gebiet dem neu errichteten Regierungsbezirk Koblenz zugeordnet. Die Ämter wurden aufgelöst bzw. den 1816 gebildeten Kreisen Altenkirchen, Koblenz, Linz und Neuwied zugeordnet, zur Verwaltung der Ortschaften wurden Bürgermeistereien eingerichtet.
Die vorher zu Nassau-Dillenburg gehörenden Ämter Burbach und Neunkirchen gingen erst 1816 an Preußen und kamen zum Kreis Siegen.

## Gliederung
Mit Stand 1813 bestand der Regierungsbezirk Ehrenbreitstein aus folgenden 21 Ämtern:
| Name                | Amtssitz           | Kirchspiele                                                                                               | vorher                                                               | nachher                                       |
| ------------------- | ------------------ | --- | -------------------------------------------------------------------- | --------------------------------------------- |
| Amt Altenkirchen    | Altenkirchen       | Kirchspiele Almersbach, Altenkirchen, Mehren                                                              | bis 1803 Sayn-Altenkirchen bis 1806 Nassau-Usingen                   | ging 1815 an Preußen Kreis Altenkirchen       |
| Amt Altenwied       | Asbach             | Asbach, Neustadt, Windhagen                                                                               | bis 1803 Kurköln bis 1806 Wied-Runkel                                | ging 1815 an Preußen Kreis Neuwied            |
| Amt Burbach         | Burbach            | Niederdresselndorf bzw. der Hickengrund                                                                   | bis 1799 Kondominium Sayn und Nassau bis 1806 Nassau-Dillenburg      | ging 1816 an Preußen Kreis Siegen             |
| Amt Dierdorf        | Dierdorf           | Dierdorf, Freirachdorf, Maischeid, Niederwambach, Oberdreis, Puderbach, Raubach, Urbach, Isenburg         | bis 1806 Wied-Runkel und Niederisenburg                              | ging 1815 an Preußen Kreis Neuwied            |
| Amt Ehrenbreitstein | Ehrenbreitstein    | Arenberg, Arzbach, Arzheim, Ehrenbreitstein, Horchheim, Niederberg, Niederlahnstein, Pfaffendorf          | bis 1803 Kurtrier bis 1806 Nassau-Weilburg                           | ging 1815 teilweise an Preußen Kreis Koblenz  |
| Amt Freusburg       | Kirchen            | Gebhardshain, Fischbach, Kirchen.                                                                         | bis 1803 Sayn-Altenkirchen bis 1806 Nassau-Usingen                   | ging 1815 an Preußen Kreis Altenkirchen       |
| Amt Friedewald      | Daaden             | Daaden | bis 1803 Sayn-Altenkirchen bis 1806 Nassau-Usingen                   | ging 1815 an Preußen Kreis Altenkirchen       |
| Amt Grenzhausen     | Selters            | Alsbach, Dreifelden, Grenzhausen, Maxsain, Nordhofen, Rückeroth                                           | bis 1806 Wied-Neuwied                                                | blieb bei Nassau Amt Selters                  |
| Amt Hachenburg      | Hachenburg         | Hachenburg, Altstadt, Alpenrod, Hamm, Höchstenbach, Kirburg, Kroppach                                     | bis 1799 Sayn-Hachenburg bis 1806 Nassau-Weilburg                    | blieb, mit Ausnahme von Hamm, bei Nassau      |
| Amt Hammerstein     | Engers             | Engers, Oberhammerstein, Hönningen, Irlich, Leutesdorf, Rheinbrohl                                        | bis 1803 Kurtrier bis 1806 Nassau-Weilburg                           | ging 1815 an Preußen Kreis Koblenz Kreis Linz |
| Amt Heddesdorf      | Heddesdorf         | Anhausen, Altwied, Heddesdorf, Niederhonnefeld, Niederbieber, Rengsdorf                                   | bis 1806 Wied-Neuwied                                                | ging 1815 an Preußen Kreis Neuwied            |
| Amt Herschbach      | Herschbach         | Hartenfels, Herschbach, Horhausen, Marienrachdorf, Peterslahr                                             | bis 1803 Kurtrier bis 1806 Nassau-Weilburg                           | ging 1815 teilweise an Preußen                |
| Amt Linz            | Linz am Rhein      | Linz, Dattenberg, Ohlenberg Unkel, Bruchhausen, Erpel, Rheinbreitbach                                     | bis 1803 Kurköln bis 1806 Nassau-Usingen                             | ging 1815 an Preußen Kreis Linz               |
| Amt Meudt           | Montabaur          | Berod, Großholbach, Hahn, Hundsangen, Meudt, Nentershausen, Niedererbach, Salz, Schönberg und Weidenhahn. | bis 1803 Kurtrier bis 1806 Nassau-Weilburg                           | blieb bei Nassau später Amt Wallmerod         |
| Amt Montabaur       | Montabaur          | Montabaur, Heiligenroth, Helferskirchen, Wirges, Kirchähr, Oberelbert, Winden                             | bis 1803 Kurtrier bis 1806 Nassau-Weilburg                           | blieb bei Nassau                              |
| Amt Neuerburg       | Waldbreitbach      | Waldbreitbach                                                                                             | bis 1803 Kurköln bis 1806 Wied-Runkel                                | ging 1815 an Preußen Kreis Neuwied            |
| Amt Neunkirchen     | Neunkirchen        | Burbach und Neunkirchen                                                                                   | bis 1799 Kondominium Sayn und Nassau bis 1806 Nassau-Dillenburg      | ging 1816 an Preußen Kreis Siegen             |
| Amt Neuwied         | Stadt Neuwied      | Stadt Neuwied                                                                                             | bis 1806 Wied-Neuwied                                                | ging 1815 an Preußen Kreis Neuwied            |
| Amt Schöneberg      | Schöneberg         | Birnbach, Flammersfeld, Hamm, Schöneberg                                                                  | bis 1799 Sayn-Hachenburg bis 1806 Nassau-Weilburg                    | ging 1815 an Preußen Kreis Altenkirchen       |
| Amt Schönstein      | Schloss Schönstein | Wissen | bis 1803 Kurköln (Hatzfeld) bis 1806 Nassau-Usingen                  | ging 1815 an Preußen                          |
| Amt Vallendar       | Vallendar          | Bendorf, Breitenau, Heimbach, Hillscheid, Höhr, Nauort, Ransbach, Sayn, Vallendar.                        | bis 1803 Herrschaft Vallendar bzw. Kurtrier bis 1806 Nassau-Weilburg | ging 1815 teilweise an Preußen Kreis Koblenz  |